# Dezubekizacja
Dezubekizacja (nienormatywne formy: deubekizacja, deesbekizacja) – postulat zgłaszany przez różne ugrupowania określające się jako antykomunistyczne dotyczący pozbawienia przywilejów byłych funkcjonariuszy służb bezpieczeństwa PRL. Dezubekizacja jest elementem szeroko rozumianej dekomunizacji.
Zgłaszane pomysły dotyczyły:
- obniżenia wysokości emerytury;
- pozbawienia możliwości sprawowania funkcji publicznych[2].

## Próby w latach 90.
W latach 90. próby przeprowadzenia dezubekizacji podejmowane były dwukrotnie – obie wiązały się z obniżeniem świadczeń emerytalnych byłym funkcjonariuszom aparatu represji. W lutym 1992  do Sejmu RP wpłynął projekt ustawy przygotowanej przez rząd Jana Olszewskiego o zaopatrzeniu emerytalnym żołnierzy zawodowych i funkcjonariuszy niektórych służb państwowych. Miała ona pozbawić prawa do „emerytur mundurowych”  funkcjonariuszy aparatu bezpieczeństwa państwa, którzy swoimi działaniami naruszali prawa człowieka. Po uwzględnieniu poprawek senatu, 19 grudnia 1992  sejm przyjął ustawę.  Prezydent Lech Wałęsa zawetował ustawę i 14 stycznia 1993 wniósł o jej ponowne rozpatrzenie w części dotyczącej okresów traktowanych jako równorzędne ze służbą w Wojsku Polskim oraz okresów służby traktowanych jako równorzędne ze służbą w Policji, Urzędzie Ochrony Państwa, Straży Granicznej, Państwowej Straży Pożarnej i Służbie Więziennej. W uzasadnieniu podał, że  przepisy ustanawiają odpowiedzialność zbiorową żołnierzy i funkcjonariuszy. 6 lutego 1993 sejm głosował nad odrzuceniem prezydenckiego weta. Sejm weta nie odrzucił.
Z kolei drugą ustawę, z grudnia 1997, zawetował prezydent Aleksander Kwaśniewski.

## Ustawa z 2006 roku
Grupa posłów PiS z Arkadiuszem Mularczykiem na czele złożyła marszałkowi Sejmu projekt ustawy o zawieszeniu i odbieraniu emerytur mundurowych na mocy decyzji IPN. Zakładała ona, że każdemu, komu prokuratorzy IPN postawią zarzut popełnienia zbrodni komunistycznej, można byłoby zawieszać emerytury i wypłacać jedynie w najniższej wysokości, a po skazaniu przez sąd w ogóle je odbierać. Pozbawienie ubezpieczenia emerytalnego zostało skrytykowane jako nowa i nie stosowana w świecie kara, bowiem w Polsce, jak i w UE, i we wszystkich cywilizowanych państwach każdy, kto spełnia odpowiednie warunki stażu pracy i wieku, automatycznie nabywa uprawnienia do świadczenia emerytalnego z Funduszu Ubezpieczeń Społecznych. Dotyczy to zarówno żołnierzy i innych funkcjonariuszy służb mundurowych, a prawo do tego świadczenia ustaje jedynie ze śmiercią uprawnionego. Ponadto emerytura nie jest zasiłkiem na starość, lecz wypłatą ze składki odłożonej przez pracującego z należnych zarobków. Związek Żołnierzy Ludowego Wojska Polskiego w liście do Prezesa Trybunału Konstytucyjnego oprotestował pomysł, według którego samo postawienie zarzutu skutkowałoby w istocie wyrokiem i karą.

## Ustawa z 2009 roku
Projekt dezubekizacji powrócił we wrześniu 2008, gdy wstępne założenia do ustawy przedstawili politycy Platformy Obywatelskiej. Wersja proponowana przez PO zakładała likwidację tzw. przywilejów emerytalnych byłych funkcjonariuszy SB oraz członków WRON. Idea spotkała się z akceptacją prezydenta Lecha Kaczyńskiego, poparciem ze strony Prawa i Sprawiedliwości oraz krytyką Lewicy.
W listopadzie 2008 projekt ustawy został skierowany do prac w specjalnej podkomisji. Według obecnych założeń zmiany dotyczyć będą ok. 30 tysięcy byłych funkcjonariuszy aparatu bezpieczeństwa. Przyjęcie ostatecznej wersji ustawy spotkało się ze sprzeciwem Lewicy, SdPl-NL oraz DKP, które złożyły do Trybunału Konstytucyjnego wniosek o zbadanie zgodności ustawy z Konstytucją. Ustawa weszła w życie 16 marca 2009, nie obejmując funkcjonariuszy Wojskowej Służby Wewnętrznej i Informacji Wojskowej. Wbrew wcześniejszym zapowiedziom ustawą zostali objęci funkcjonariusze SB pozytywnie zweryfikowani w 1990.
W kwietniu 2009 Instytut Pamięci Narodowej poinformował o napłynięciu 80 tys. wniosków od organów emerytalno-rentowych w sprawie obniżenia uposażeń emerytalnych byłych oficerów służb specjalnych PRL. Emerytury według nowych zasad (0,7% uposażenia za każdy rok pracy w okresie 1944–1989) wypłacane są od 1 stycznia 2010. 24 lutego 2010 Trybunał Konstytucyjny orzekł o częściowej niezgodności z Konstytucją ustawy z 15 marca 2009, uznając za niekonstytucyjne obniżenie świadczeń dla członków WRON, podtrzymując jednocześnie decyzję ustawodawcy o zmniejszeniu świadczeń na rzecz byłych funkcjonariuszy SB. Pięcioro z sędziów złożyło zdania odrębne.
Przyjęta ustawa stworzyła też możliwość zachowania przywilejów dla funkcjonariuszy, którzy współpracowali z opozycją. W publicystyce określa się ten wyjątek jako lex Hodysz od nazwiska Adama Hodysza, który podczas swojej pracy w SB podjął się współpracy m.in. z „Solidarnością”.

## Ustawa z 2016 roku
26 listopada 2016 wpłynął do Sejmu przygotowany przez rząd Beaty Szydło projekt ustawy o zmianie ustawy o zaopatrzeniu emerytalnym funkcjonariuszy Policji, Agencji Bezpieczeństwa Wewnętrznego, Agencji Wywiadu, Służby Kontrwywiadu Wojskowego, Służby Wywiadu Wojskowego, Centralnego Biura Antykorupcyjnego, Straży Granicznej, Biura Ochrony Rządu, Państwowej Straży Pożarnej i Służby Więziennej oraz ich rodzin. Przewidywał on wprowadzenie rozwiązań zapewniających w pełniejszym zakresie zniesienie przywilejów emerytalnych związanych z pracą w aparacie bezpieczeństwa PRL przez ustalenie na nowo świadczeń emerytalnych i rentowych osobom pełniącym służbę na rzecz totalitarnego państwa w okresie od dnia 22 lipca 1944 r. do dnia 31 lipca 1990 r. Wniosek o odrzucenie projektu ustawy złożyły Platforma Obywatelska i Nowoczesna. 16 grudnia 2016 roku na podstawie tego projektu Sejm głosami posłów Prawa i Sprawiedliwości uchwalił ustawę o zmianie ustawy o zaopatrzeniu emerytalnym funkcjonariuszy Policji, Agencji Bezpieczeństwa Wewnętrznego, Agencji Wywiadu, Służby Kontrwywiadu Wojskowego, Służby Wywiadu Wojskowego, Centralnego Biura Antykorupcyjnego, Straży Granicznej, Biura Ochrony Rządu, Państwowej Straży Pożarnej i Służby Więziennej oraz ich rodzin nazwaną też ustawą dezubekizacyjną. Ustawa przewidywała, że emerytury i renty byłych funkcjonariuszy SB nie będą mogły być wyższe niż średnie świadczenia wypłacane przez Zakład Ubezpieczeń Społecznych. Głosowanie nad ustawą odbyło się w sali kolumnowej, ponieważ na sali plenarnej trwał protest części opozycji i blokowanie przez posłów PO, Nowoczesnej i PSL mównicy w Sejmie. 29 grudnia 2016 prezydent Andrzej Duda podpisał ustawę.  Ustawa dezubekizacyjna weszła w życie 1 stycznia 2017, przy czym niektóre przepisy ustawy zaczęły obowiązywać od 1 października 2017.

### Konsekwencje
Od grudnia 2016 r., gdy uchwalano obniżenie świadczeń każdemu, kto choć dzień przepracował w organach bezpieczeństwa PRL według danych Federacji Stowarzyszeń Służb Mundurowych RP zrzeszającej m.in. byłych funkcjonariuszy komunistycznego apartu bezpieczeństwa, zmarło już 37 osób objętych nowymi przepisami (część popełniła samobójstwo, część zmarła bezpośrednio po otrzymaniu decyzji o obcięciu dochodów. Według danych Stowarzyszenia Emerytów i Rencistów Policyjnych podawanych przez Gazetę Wyborczą do 2023 roku 8000 emerytów wygrało przed sądem okręgowym przywrócenie świadczeń w dawnej wysokości (m.in. były szef Urzędu Ochrony Państwa w latach 1993–1996 gen. Gromosław Czempiński). Ustawie w momencie jej uchwalenia i wejścia w życie sprzeciwiały się partie polityczne Platforma Obywatelska, Nowoczesna, Polskie Stronnictwo Ludowe i Sojusz Lewicy Demokratycznej, którego politycy i działacze w 2017 roku zbierali podpisy pod obywatelskim projektem ustawy znoszącej zapisy tzw. ustawy dezubekizacyjnej. 11 grudnia 2019 Naczelny Sąd Administracyjny (NSA) w czterech z pięciu rozpatrywanych spraw dotyczących tzw. ustawy dezubekizacyjnej zdecydował na korzyść byłych funkcjonariuszy SB, którym po wejściu w życie przepisów ustawy obniżono świadczenia emerytalne. W opublikowanym 4 lutego 2020 uzasadnieniu do tych wyroków NSA stwierdził, że „nie ma w polskiej tradycji zasady stosowania wobec przeciwników odpowiedzialności zbiorowej charakterystycznej dla reżimów i poglądów ideologicznych wzorujących się na wschodnich despotiach”.

### Wyrok Trybunału Konstytucyjnego
Trybunał Konstytucyjny w dniu 16 czerwca 2021, w pełnym składzie orzekł zgodność z Konstytucją przepisów ustawy dezubekizacyjnej z 2016 roku - tylko w zakresie renty inwalidzkiej, a nie emerytury. (Dz.U. z 2016 r. poz. 2270).

## Ustawa z 2023 roku
8 marca 2023 wpłynął do Sejmu przygotowany przez rząd Mateusza Morawieckiego projekt ustawy zmieniającej ustawę o służbie cywilnej i niektórych innych ustaw m.in. ustawy o pracownikach urzędów państwowych, który wprowadza m.in. zakaz zatrudnia osób w służbie cywilnej i urzędach państwowych, które w latach 1944–1990 pełniły służbę bądź były tajnymi współpracownikami w aparacie bezpieczeństwa PRL. W uzasadnieniu rząd premiera Mateusza Morawieckiego stwierdził, że wprowadzenie zmian to jest konieczność zapewnienia bezpieczeństwa wewnętrznego państwa, szczególnie w sytuacji podwyższonego zagrożenia w związku z trwającym konfliktem zbrojnym wywołanym atakiem wojsk Federacji Rosyjskiej na terytorium Ukrainy. W ocenie Ministra Spraw Wewnętrznych i Administracji Mariusza Kamińskiego osoby, które pracowały albo pełniły służbę w organach bezpieczeństwa państwa w latach 1944–1990 lub były współpracownikami tych organów, nie dają rękojmi rzetelności wykonywanych obowiązków służbowych – co może wskazywać na zagrożenie bezpieczeństwa wewnętrznego państwa. Na podstawie tego projektu 14 kwietnia 2023 r. Sejm uchwalił ustawę o zmianie ustawy o służbie cywilnej i niektórych innych ustaw, który wprowadziła te zmiany. 11 maja 2023 Senat uchwalił wniosek o odrzucenie ustawy, który został odrzucony przez Sejm 26 maja 2023. Senatorowie części opozycji tworzący większość senacką uzasadniali weto izby wyższej wątpliwością, czy w odniesieniu do osób, którym pozostało niewiele lat do osiągnięcia wieku emerytalnego, przesłanka pracy bądź współpracy z organami bezpieczeństwa PRL nie będzie naruszeniem zasady proporcjonalności ograniczenia praw i wolności do chronionej wartości. Prezydent RP Andrzej Duda podpisał ustawę 14 czerwca 2023. Ustawa w zakresie zakazu zatrudnia w służbie cywilnej i urzędach państwowych osób związanych z aparatem bezpieczeństwa PRL weszła w życie dzień po ogłoszeniu aktu normatywnego w Dziennik Ustaw, czyli 27 czerwca 2023.